# Boris Krčmar
Boris Krčmar (* 13. September 1979 in Zagreb) ist ein kroatischer Dartspieler. Sein Spitzname The Biggest ist in seiner Körpergröße begründet.

## Karriere
Boris Krčmar ist weltweit einer der bekanntesten Softtip-Dartspieler. 2009 gewann er die Soft Tip EDU European Championship sowie die Soft Tip IDF World Championship. Aber auch im Steeldarts ist der Kroate aktiv. Auf der PDC Pro Tour 2009 zog er zweimal die Runde der letzten 32 ein. 2010 gewann er die Soft Tip FECS European Championship und nahm als Sieger südosteuropäischen Qualifikationsturnier erstmals an den PDC World Darts Championship 2011 teil. Dort verlor er jedoch in Vorrunde gegen den Dänen Per Laursen mit 2:4.
Auch 2011, 2013 und 2015 siegte Krčmar bei den Soft Tip IDF World Championship. Beim World Cup of Darts 2012 vertrat er zusammen mit Tonči Restović sein Heimatland. Nach einem Sieg über Finnland zum Auftakt, schied das Duo daraufhin gegen Wales aus. Ein paar Monate später gab er bei den Austrian Darts Open sein Debüt auf der European Darts Tour. Von 2013 bis 2015 war der Kroate Teilnehmer an der neu gegründeten Super League Eastern Europe und konnte dabei zweimal das Endspiel erreichen. Jedoch verlor er beide Male gegen Robert Marijanović (2014) und Michael Rasztovits (2015). Fortan widmete sich Krčmar wieder mehr dem Softtipdarts und gewann auf der Dartslive World Tour regelmäßig Turniere. 2020 konnte er sich über die PDC Qualifying School eine Tourkarte über die Rangliste sichern und konnte sich Mitte Oktober 2020 über den Osteuropäischen Qualifier seine zweite Teilnahme an der PDC-Weltmeisterschaft 2021 sichern. Dort scheiterte er in der ersten Runde am Niederländer Ron Meulenkamp mit 1:3. Über den Qualifier qualifizierte sich Krčmar erstmals für den Grand Slam of Darts. In den drei Gruppenspielen gelangen ihm aber lediglich drei Leggewinne, sodass er bereits in der Gruppenphase ausschied.
2024 verlor Krčmar seine Tour Card, die er bei der darauffolgenden Q-School auch nicht zurückgewann.

## Weltmeisterschaftsresultate

### PDC
- 2011: Vorrunde (2:4-Niederlage gegen  Per Laursen)
- 2021: 1. Runde (1:3-Niederlage gegen  Ron Meulenkamp)
- 2022: 1. Runde (0:3-Niederlage gegen  Adam Hunt)
- 2023: 2. Runde (1:3-Niederlage gegen  Nathan Aspinall)
- 2024: 3. Runde (1:4-Niederlage gegen  Gary Anderson)